# Tytus, Romek i A’Tomek
Tytus, Romek i A’Tomek is een Poolse stripreeks, gemaakt door Henryk Jerzy Chmielewski (pseudoniem: Papcio Chmiel). 
Aanvankelijk werd de serie in het jongerenblad Świat Młodych gepubliceerd, voor het eerst op 25 oktober 1957. Van 1966 tot 2008 komt het ook in boekvorm uit. Het is de langstlopende, Poolse stripreeks. Er verschenen 31 albums.

## Inhoud
De serie gaat over twee padvinders, Romek en A’Tomek, en een chimpansee, Tytus de Zoo, die veel menselijke kenmerken bezit. 
Het plot wordt vaak in fictieve werelden geplaatst waar de personages met fantastische voertuigen naartoe reizen. Veel verhalen bevatten sciencefiction-elementen, sommige zijn parodieën op andere genres. 
De onderwerpen en achtergronden in de verhalen zijn vaak nauw verbonden met de cultuur en sfeer van de tijd waarin ze werden getekend. De eerste verhalen worden bijvoorbeeld sterk door padvinderij en gemeenschapsdienst gedomineerd, terwijl die uit de jaren 90 op de sociale, culturele en economische veranderingen van die tijd focussen. De taal in de strip is een unieke mix van jongerentaal, het slang dat in Polen voor de Tweede Wereldoorlog werd gesproken en speelse neologismen van de auteur.

## Personages
- Tytus de Zoo – Een chimpansee en het hoofdpersonage van de reeks. Hij spreekt en denkt als een mens en zit zelfs op school samen met zijn twee vrienden. Hij probeert een mens te worden maar in de meeste gevallen slaagt hij er niet in. In het eerste verhaal in het tijdschrift Świat Młodych werd Tytus door Romek en A’Tomek in een raket gevonden. In het album is hij daarentegen uit de verf ontstaan die door Papcio Chmiel toevallig op de vloer was uitgegoten. Tytus vermeldt soms zijn thuisland, Trapezfik (die een verbinding van “trapeze” en “slingeren” – “fikać” in het Pools - is).
- Romek – Een lange, blonde en slanke padvinder. Hij is onaangenaam tegen Tytus en laat zich pessimistisch uit over zijn pogingen om een mens te worden.
- A’Tomek – De leider van het trio. Een korte, dikke jongen met de bril. Hij is intelligent, fatsoenlijk en rijp. Zijn doel is om Tytus tot ontwikkeling te brengen. “A’Tomek” is een woordspeling – het suggereert atoomenergie en Tomek is het verkleinwoord van de Poolse naam Tomasz (Thomas).
- Professor T.Alent – een wetenschapper. Hij ontwerpt en construeert veel uitvindingen, onder andere de vliegmachines waar het trio mee reist.
- Papcio Chmiel – de schepper van de reeks. Hij komt naar voren als een oude, vaderlijke figuur dat over de Godsmacht beschikt (hij verschijnt uit het niets en grijpt in het avontuur in).
- Szympansia – de echtgenote van Tytus. Zij verschijnt maar in vier boeken.